# Menologio de la Iglesia Católica Ortodoxa de Oriente
El Menologio de la Iglesia Católica Ortodoxa de Oriente, en alemán Menologium der Orthodox-Katholischen Kirche des Morgenlandes es un volumen de hagiografía de Probst Mayhew, publicado en Berlín en 1900. Es la única fuente primaria recopilada de varias vidas de santos. Las personas incluidas en el libro son:
- Abda y Sabas
- San Abercius
- San Abercio
- Abiatar y Sidonia